# L'Art moderne
Pour les articles homonymes, voir Art moderne (homonymie).
L'Art moderne est un ancien hebdomadaire belge consacré à la critique d'art.
Cette « revue critique des arts et de la littérature, paraissant le dimanche », est fondée en 1881 à Bruxelles par les avocats Edmond Picard et Octave Maus, Victor Arnould (1838-1894) et Eugène Robert (1839-1911). 
Le premier numéro de L'Art moderne est daté du dimanche 6 mars 1881 et est publié sous un grand format (30 x 23 cm). Émile Verhaeren participe rapidement au groupe. Promoteur de l'Art nouveau, terme dont la première occurrence apparaît dans cette revue en 1894 à propos des créations de Henry Van de Velde, elle s'oriente par la suite vers la défense d'un art social. Elle est également proche du groupe des XX et de La Libre Esthétique.
Le dernier numéro paraît le lendemain de la déclaration de la Première Guerre mondiale, le 9 août 1914.